# Väinö Auer
Väinö Auer, född 7 januari 1895 i Helsingfors, död 20 mars 1981 i Helsingfors, var en finländsk kvartärgeolog och geograf.
Auer var professor i geografi vid Helsingfors universitet från 1929 till 1950, e.o. professor från 1953 till 1957 samt professor i geologi och paleontologi från 1957 till 1963. Han var en internationellt känd auktoritet inom sitt specialgebit myrforskningen, som han bedrev i Lappland, Kanada och Sydamerika. Han företog 14 expeditioner till Eldslandet och Patagonien, den första 1928-29, men flertalet mellan 1946 och 1953, då han tjänstgjorde som specialrådgivare vid det argentinska jordbruksministeriet. Han ägnade sig under dem åt studiet av ökendemonsfenomenet. Från expeditionerna förde han hem ett rikt material bestående av sten-, växt- och jordprover. 
Väinö Auer är också känd för publikationen Finnlands Lebensraum, som han tillsammans med Eino Jutikkala utgav på ett tyskt förlag. Författarna diskuterar i verket Finlands östgräns utgående från geografiska och historiska kriterier. 

## Utmärkelser
- Frihetskrigets minnesmedalj,  1918[5]
- Riddartecknet av I klass av Finlands Vita Ros’ orden,  1938[5]
- Vinterkrigets minnesmedalj,  1940[5]
- Förtjänstmedaljen för befolkningsskyddsarbete av 1. klass,  1941[5]
- Kommendörstecknet av Finlands Vita Ros’ orden,  1941[5]
- Kommendörstecknet av I klass av Finlands Lejons orden,  1962[5]
- Minnesmedalj för deltagande i 1941-1945 års krig[5]

[Redigera Wikidata]